# Xã Black River-Marshell, Quận Independence, Arkansas
Xã Black River-Marshell (tiếng Anh: Black River-Marshell Township) là một xã thuộc quận Independence, tiểu bang Arkansas, Hoa Kỳ. Năm 2010, dân số của xã này là 341 người.